# Teatro Cortesi
Il Teatro Cortesi di Sirolo (AN) è lo storico teatro della città.

## Storia
È inserito nel sistema murario di fortificazione dell'antico centro abitato, tra la porta e l'adiacente torrione. Sulla facciata è riportata la scritta che ricorda come il teatro fu eretto nel 1873. Nel 1980 sono stati avviati i lavori di restauro dell'edificio abbandonato da anni. La riapertura è stata datata 1989.

## Architettura e decorazioni
Nella facciata, di stile ottocentesco, si riconoscono due ordini di aperture nelle quali il rivestimento in pietra bianca del monte Conero si contrappone alle cornici, alle ghiere degli archi e agli architravi in laterizio. Tre grandi porte arcuate si aprono sulla parete del piano terreno, mentre tre finestre architravate, sovrastate da lunette e inquadrate da arcate, ornano il piano superiore, concluso da un grande timpano triangolare caratterizzato da cornici aggettanti e orologio al centro, sovrastante la scritta "Teatro Comunale". Il corpo di fabbrica anteriore racchiude l'ingresso, il foyer e parte dei servizi, mentre quello posteriore corrisponde alla sala e al palcoscenico. Dal fondo dell'atrio una scala a doppia rampa conduce al foyer, mentre una seconda sala raggiunge il primo ordine di palchi. La sala degli spettacoli presenta la classica forma a ferro di cavallo ed è circondata da uno spazio delimitato da colonne doriche in legno verniciato su cui si impostano due ordini di palchi per un totale di 22, intervallati da pilastrini e con balaustre a fascia, ornate da riquadrature esagone con rilievi a stucchi dorati. Il boccascena è delimitato da due paraste e da un architrave leggermente arcuato con ornamentazioni che richiamano quelle dei palchi. Soprattutto gradevole è la decorazione della volta che presenta dieci figure femminili danzanti all'interno di riquadri ottagonali disposti in circolo attorno al rosone centrale, da cui pende un lampadario a cristalli. Nel 1998-2000 è stato oggetto di un profondo ed attento restauro a cura dell'impresa De Feo Antonio Restauri di Roma, una delle più apprezzate realtà italiane nel restauro di beni culturali.